# Autographa altaretensis
Autographa altaretensis är en fjärilsart som beskrevs av Testout 1932. Autographa altaretensis ingår i släktet Autographa och familjen nattflyn. Inga underarter finns listade i Catalogue of Life.